# Нестеров Олег Анатолійович
Олег Анатолійович Нестеров (нар.. 9 березня 1961, Москва, РРФСР, СРСР) — радянський і російський музикант, поет і композитор, продюсер, телеведучий, письменник. Лідер московської групи «Мегаполіс» (вокал, гітара) і проєкту «Капела берлінських листонош», голова рекорд-лейблу «Снігурі-музика».

## Біографія

### Освіта
Олег Нестеров народився 9 березня 1961 року в Москві.
Навчався в середній школі № 70 із поглибленим вивченням німецької мови. Після школи вступив до Московського електротехнічного інституту зв'язку, який закінчив у 1983 році за спеціальністю «Передача дискретної інформації». Працював інженером-електронником на міжнародній телефонній станції у Москві до 1988 року. Три роки навчався у Московській студії музичної імпровізації.

### Лідер групи «Мегаполіс»
У 1985 році Олег Нестеров очолив московський рок-гурт «Ялинковий базар», незабаром перейменований на «Мегаполіс», вокалістом, гітаристом і основним автором пісень якого є й до цього часу.
У кінці 1980-х група «Мегаполіс» швидко набуває популярності в СРСР. У 1989 році на пісні «Москвички» та «Різдвяний романс» були зняті кліпи режисером Іваном Демидовим, ведучим передачі «Музобоз».
На початку 1990-х «Мегаполіс» дає концерти і записує альбом у Німеччині (Megapolis,1994), виступає на німецькому телебаченні й радіо.
У 1996 році Олег Нестеров отримав премію «Золотий грамофон» за пісню «Звёздочка».

### Продюсер
У 1997 році почав продюсувати проєкт Маші Макарової «Маша і ведмеді». Через рік (1998), разом із Гедрюсом Клімкявічусом створює незалежну музичну компанію «Снігурі-музика». Перший успіх на цьому терені прийшов скоро, ним став Найк Борзов. Понад 160 релізів самих різних артистів сформували музичний каталог компанії. До їх числа входять Мгзавребі, Аліна Орлова, Мегаполіс, СБПЧ, Найк Борзов, Ундервуд, Євген Гришковець, 2H Company, The Retuses та багато інших.
У 2000 році на «Снегирях» починає свою роботу лейбл «Легкі». Під девізом «Щаслива музика для щасливих людей» видаються Ніж для Frau Muller, Весна на вулиці Карла Юхана, Олег Костров, NetSlov, Ігор Вдовін, Ніжне Це, Supersonic Future, Бурундук Квартет, Mombus та інші.
«Снігурі/Легкі» заново відкривають для широкої публіки. Ансамбль електромузичних інструментів під керуванням В'ячеслава Мещерина, заснований у 1957 році при Музичній редакції Всесоюзного Радіомовлення, видавши дві збірки його записів, відновлених з архіву Держтелерадіофонду: «easy USSR» (2001) та «easy USSR part II» (2002).
Знаковими релізами стають популярні «сезонні» альманахи «Легка зима», «Легка весна», «Легке літо» і «Легка осінь» (всього було видано три сезони), «Від Паланги до Гурзуфа» — перший в СРСР збірник пляжної музики, підготовлений в 1969 році Всесоюзною фірмою грамзапису «Мелодія» (але свого часу так він і не побачив світ) і «Перша електрогітара в СРСР» — збірник творів першого (і тривалий час єдиного) в СРСР електрогітариста Юрія Мухіна.
У 2002 році під крилом «Снігурів» виникає ще один напрямок — «Ш2» з підзаголовком «альтернативний шансон», «сучасне кабаре» і «вулична музика». Тут видаються Хоронько-оркестр, Карл Хламкін, Паперний Т. А..М…, Гуджа Бурдулі, Снігопади, та інші.
У середині нульових «Снігурі» звертають увагу на «дику» музику в поєднанні з нової постмодерністської міської поезії: Ялинкові іграшки, 2H Company, Найбільше Просте Число і Галун стають артистами компанії.
На початку десятих в «Снігурях» настає епоха «нових тихих»: The Retuses, IFWE і Синекдоха Монток.
Особлива гордість «Снігурів» — два зарубіжних проєкти, отримали завдяки спільній співпраці велике визнання в Росії: грузинська група Mgzavrebi і литовська співачка Аліна Орлова.
Одним з напрямків діяльності компанії є робота, пов'язана з музикою в рекламі та кіно.

### Роботи в кіно, виставах
У 1990 році музиканти групи «Мегаполіс» знялися у фільмі Олександра Єфремова «Наша людина в Сан-Ремо», зігравши самих себе. У фільмі звучать пісні: «Цвяхи», «Майбутнє», «Нові московські сіртакі», «Ранок».
Як музичний продюсер Олег Нестеров працює над фільмами «Даун Хаус» (2001), «Одна любов на мільйон» (2007), «Неваляшка 2» (2012), «Соловей-розбійник» (2012), «Гена Бетон» (2013) і іншими, а також серіалом «Молоді і щасливі» (2005).
У фільм Авдотьї Смирнової «Два дні» (2011) увійшла пісня «Супертанго».
У 2015 році разом із «Мегаполісом» записує саундтрек до документального фільму Катерини Гордєєвої «Діти Йосипа».
Записав роль поета Мая у радіоспектаклях за казкамми Олександра Коротича «Жужа. Подорож драндулета» (2011), «Жужа. Світло зірки» (2015).

### Викладач
Олег Нестеров займається викладацькою діяльністю — веде курс «Продюсування музичного проєкту» в Державному університеті управління і в МДУ на кафедрі теорії та економіки ЗМІ, в Школі бізнесу RMA з 2002 року і в Академії Комунікацій Wordshop з 2010 року.

### Ведучий
З 2006 по 2014 роки — ведучий телепрограм «По хвилі моєї пам'яті», «Золотий Вініл» і «Люди Часу» (Канал «Час» — Перший канал. Всесвітня мережа).

### Письменник

#### Роман «Спідниця» (2008)
У 2008 році у видавництві «Ад Маргінем» вийшла дебютна книга Олега Нестерова «Спідниця». Написана в жанрі альтернативної історії (але заснована на реальних подіях), книга оповідає про зародження рок-н-ролу в передвоєнній Німеччині 1930-х років.

#### Роман «Небесний Стокгольм» (2016)
У червні 2016 року у видавництві «Рипол-класик» вийшов другий роман «Небесний Стокгольм» (жанр: історичний роман/альтернативна історія).
На початку липня 2016 року номінований на премію «Письменник року» журналом GQ.

### Капела Берлінських Листонош
По слідах роману «Спідниця» створив проєкт — проєкт «Капела Берлінських Листонош», виконує довоєнні берлінські шлягери в оригіналі і перекладені на російську мову з відновленими партитурами.

## Нова музика «Мегаполісу»

### Проєкт «З життя планет»
У 2014 році відбувся реліз мультиформатного проєкту «З життя планет», в основу якого лягла музика до реально існуючих сценаріїв незнятих фільмів 60-х років: «Причал», «Сім пар нечистих», «Передчуття», «Стриб-скок обвалилася стеля». Цю музичну посвяту представлено у вигляді однойменного подвійного альбому, масштабного й унікального інтернет-ресурсу, створеного у форматі WEB Documentary (planetslife.ru), і повноцінного музичного спектаклю. У ході роботи були вивчені архіви Державного Музею кіно, РДАЛМ, Держфільмофонду, РИА Новости, особисті архіви. Велику допомогу і підтримку надали герої тих подій: Олександр Мітта, Андрій Смирнов, Наталія Рязанцева, Юлій Файт, Сергій Соловйов, Алі Хамраев, Юрій Клепіков, Герман Клімов. Проєкт став лауреатом у двох номінаціях премії «Степовий вовк-2014», очолив список кращих музичних проєктів року за версією журналу «Сноб» і увійшов в шорт-лист премії «Сноб: Зроблено в Росії-2014». Був названий одним із найбільш значущих культурних подій останніх років. Масштабний електронний ресурс «З життя планет» отримав національну премію «Книга року-2015» в категорії «Електронна книга». За цей проєкт група «Мегаполіс» виявилася номінована на премію журналу «GQ» «Людина року-2015».
Навесні 2016 року група «Мегаполіс» розпочала роботу над новим проєктом.

## Дискографія
- 1987 — Утро
- 1989 — Бедные люди
- 1990 — Пёстрые ветерочки
- 1992 — Женское сердце
- 1994 — Megapolis
- 1995 — М. Е. Г. А. П. О. Л. И. С./НЕГОРО
- 1995 — Акустичний концерт в «Утопии»
- 1996 — Гроза в деревне
- 1997 — The Best (сборник)
- 2003 — Улыбки любви или ёzhik forever (сингл)
- 2003 — Megapolis In Love (сборник)
- 2010 — Супертанго
- 2011 — Сборник
- 2014 — Из жизни планет

## Премії та нагороди
- 1996 — «Золотой граммофон» за пісню «Звездочка»
- 2010 — Степовий вовк в номінації «Кращий альбом 2010» за альбом «Супертанго»
- 2014 — Степовий вовк в номінації «Щось» за проєкт «Из жизни планет»
- 2014 — Степовий вовк в номінації «Дизайн» за дизайн електронного ресурсу «Из жизни планет»
- 2015 — Національна премія «Книга года-2015» у номінації електрона книга за ресурс «Из жизни планет»

## Відео
- Мегаполис- Эхо
- Мегаполис- Супертанго
- Мегаполис- Ангел
- Мегаполис- Где цветы?
- Мегаполис- Нежность и слезы
- Мегаполис — Семь пар нечистых
- Мегаполис- Другой
- Мегаполис- Все не кончится старость